# بينسونيت
بينسونايت هو طين غروي . وعو عبارة عن معدن الكربونات والذي يحتوي على الباريوم ، المغنسيوم ، الكالسيوم ، المنجنيز والسترونتيوم بنيته العامة (Ba,Sr)6(Ca,Mn)6Mg(CO3)13.